# Оттоне Висконти
Оттоне Висконти (итал. Ottone Visconti; 1207 — 8 августа 1295) — архиепископ (1262—1295) и фактический правитель, или синьор (1277—1287) Милана. Один из лидеров миланских гибеллинов, основатель местного правящего дома Висконти.

## Биография

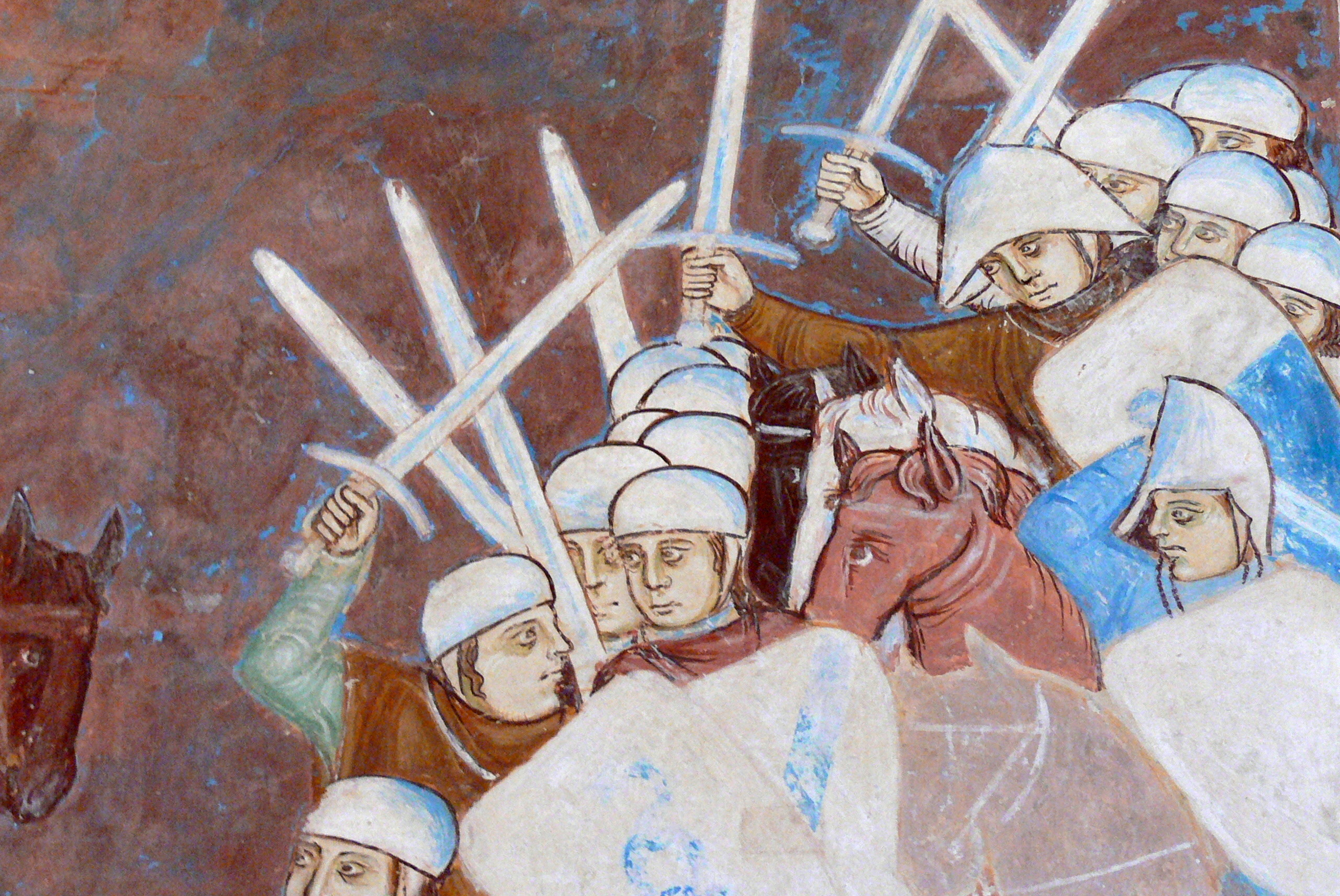
Битва при Дезио (1277). Фреска в зале правосудия замка Борромео в Анджере

Родился около 1207 году в Инворио близ Новары в Пьемонте, в семье Убальдо Висконти, синьора Массино, Альбиццате и Беснате, и Берты Пировано. 

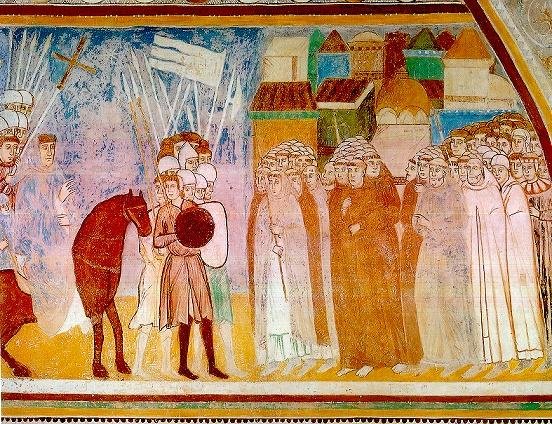
Вступление Оттоне Висконти в Милан (1277). Фреска в зале правосудия замка Борромео в Анджере

В 1245 году упоминается в качестве подеста Пьяченцы и делегата миланского архиепископа Леоне да Перего на Первом Лионском соборе. Церковную карьеру начал в 1247 году, став каноником в Дезио и камерарием папского легата кардинала Оттавиано Убальдини. В 1252 году стал доверенным лицом архиепископа Леоне да Перего, совершив поездку в Рим, чтобы добиться от папы Иннокентия IV обещанной отправки войск в Парму и Пьяченцу против гибеллинов. В 1260 году стал подеста города Новара. 22 июля 1262 года в разгар борьбы феодальной знати и пополанов папа Урбан IV назначил его архиепископом Милана, и Оттоне сразу стал признанным вождём феодальной части населения города.

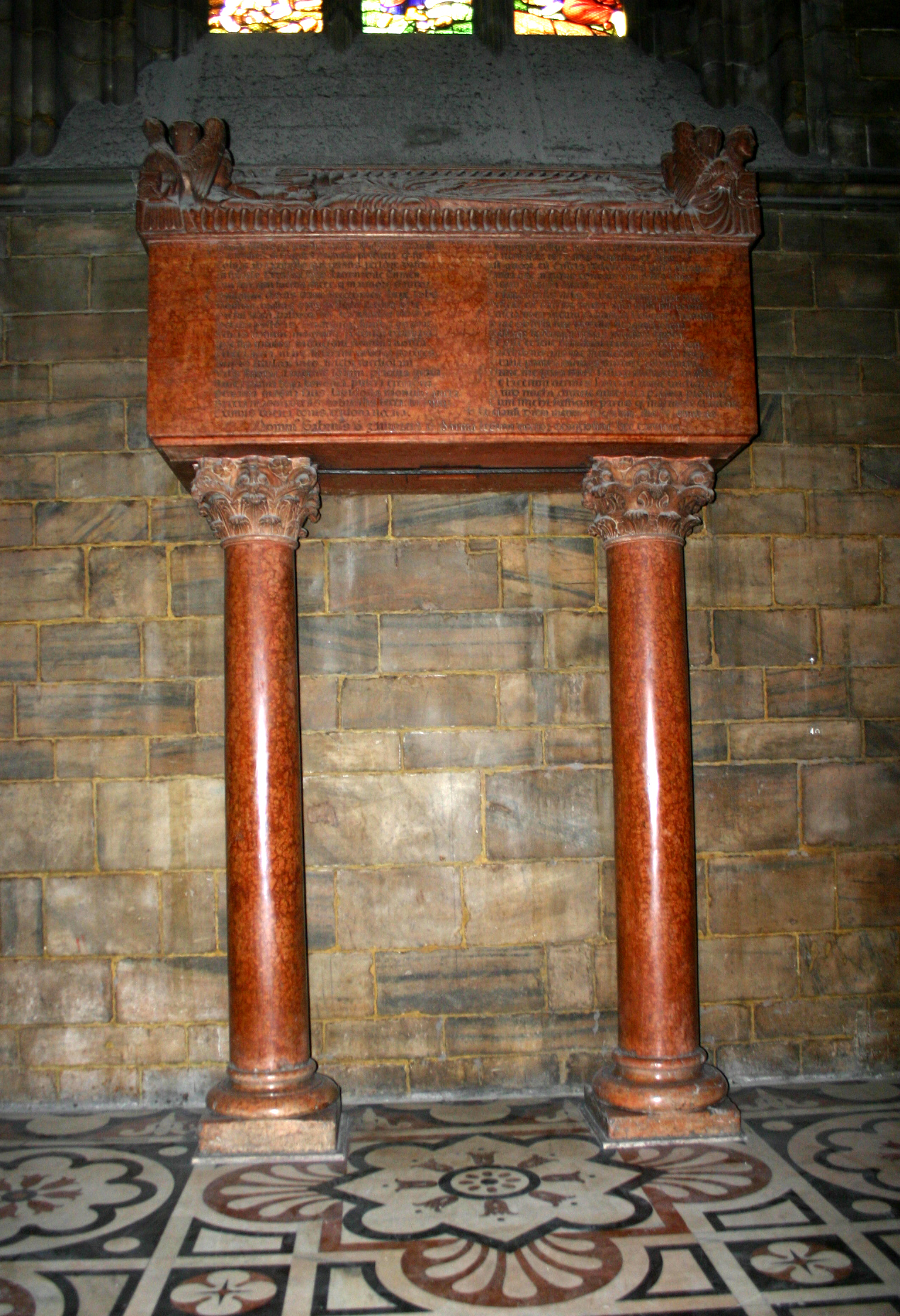
Могила Оттоне Висконти в Миланском соборе

Однако власть пополанов во главе с семейством делла Торре, поддерживаемым Карлом Анжуйским, была столь велика, что Оттоне просто не впустили в город. Висконти начал борьбу с делла Торре извне Милана, в изгнании управляя своей епархией через генеральных викариев и назначаемых на время делегатов.
Вскоре активные действия Карла Анжуйского на севере привели к тому что делла Торре расторгли союз с ним и стали искать поддержки императора, также заинтересованного в контроле над Миланом. Эта перемена усилила положение архиепископа Оттоне Висконти, по-прежнему опиравшегося на поддержку папы. В 1266 году Климент IV утвердил Оттоне в должности архиепископа, под угрозой интердикта потребовав миланцев принести ему присягу и вернуть имущество.
В 1272 году вооруженная борьба между обоими лагерями вспыхнула с большей силой. В 1274 году лидера гвельфов Наполеоне делла Торре назначил своим викарием Рудольф Габсбург, и архиепископ Оттоне после убийства своего племянника Тебальдо вынужден был бежать в Верчелли, а затем укрыться в Новаре. 20-21 января 1277 года произошла решающая битва при Дезио, в которой Напо делла Торре, не получив обещанной поддержки от занятого своими внутренними делами короля Рудольфа, потерпел решительное поражение от миланских гибеллинов и был пленён.
На следующий день Оттоне Висконти с триумфом вошёл в город и стал отныне править единолично, ссылаясь на старинные права миланских архиепископов на светскую власть. 27 декабря 1282 года при поддержке пополанов и части знати он изгнал из Милана подеста, назначенного непопулярным в народе синьором маркизом Гульельмо VII Монферратским, назначив вместо него Уберто Беккариа из Павии.
В 1287 году он передал власть своему внучатому племяннику Маттео I Висконти (1250—1332) и удалился в монастырь Клерво, где умер 8 августа 1295 года.

## Семья
Имел четырёх братьев и сестру Беатриче. Один из братьев Аццоне был епископом в Вентимилье, другой Гаспаро был синьором в Каронно, Ераго и Фаньяно, третий Обиццо — синьором в Массино. Сыном четвёртого брата Андреотто был Тебальдо Висконти, а внуком — Маттео I Висконти, бывший в 1287—1302 гг. фактическим правителем, а в 1311—1322 гг. графом Милана, а также в 1297—1317 гг. императорским викарием в Ломбардии.